# Pirava
Pirava (macedónul: Пирава, törökül Pirova) település Észak-Macedóniában, a Délkeleti körzetben, a Valandovói járásban.

## Népesség
| Lakosok száma | 1287 | 1278 | 1339 | 1368 | 1633 | 1812 | 1839 | 1844 | 1586 |
|               | 1948 | 1953 | 1961 | 1971 | 1981 | 1991 | 1994 | 2002 | 2021 |

- 1994-ben 1831 lakosa volt.
- 2002-ben 1844 lakosa volt, akik közül 1827 macedón, 9 szerb és 8 cigány.